# Sean McGrath
Sean McGrath (Chicago, 3 dicembre 1987) è un giocatore di football americano statunitense che ha gioca nel ruolo di tight end per i San Diego Chargers della National Football League (NFL). Dopo non essere stato scelto nel draft NFL 2012 firmò coi Seattle Seahawks. Al college ha giocato a football alla Henderson State University.

## Carriera professionistica

### Seattlew Seahawks
Dopo non essere stato scelto nel Draft NFL 2012, McGrath firmò un contratto coi Seattle Seahawks. Dopo che fu svincolato il tight end Evan Moore, Seth il 18 dicembre 2012 fu promosso nel roster attivo, debuttando nella settimana 16 della stagione contro i San Francisco 49ers senza ricevere alcun passaggio.

### Kansas City Chiefs
McGrath firmò coi Kansas City Chiefs il 1º settembre 2013. Nella vittoria della settimana 4 contro i New York Giants guidò i Chiefs con 64 yard ricevute e segnò il primo touchdown su ricezione della carriera.

## Statistiche
| Partite totali         | 18  |
| Partite da titolare    | 9   |
| Yard su ricezione      | 302 |
| Touchdown su ricezione | 2   |

Statistiche aggiornate alla stagione 2015